# Ernst Boris Chain
Ernst Boris Chain (Berlín, Alemania, 19 de junio de 1906 - Dublín, Irlanda, 12 de agosto de 1979) fue un bioquímico galardonado con el Premio Nobel en Fisiología o Medicina en 1945.

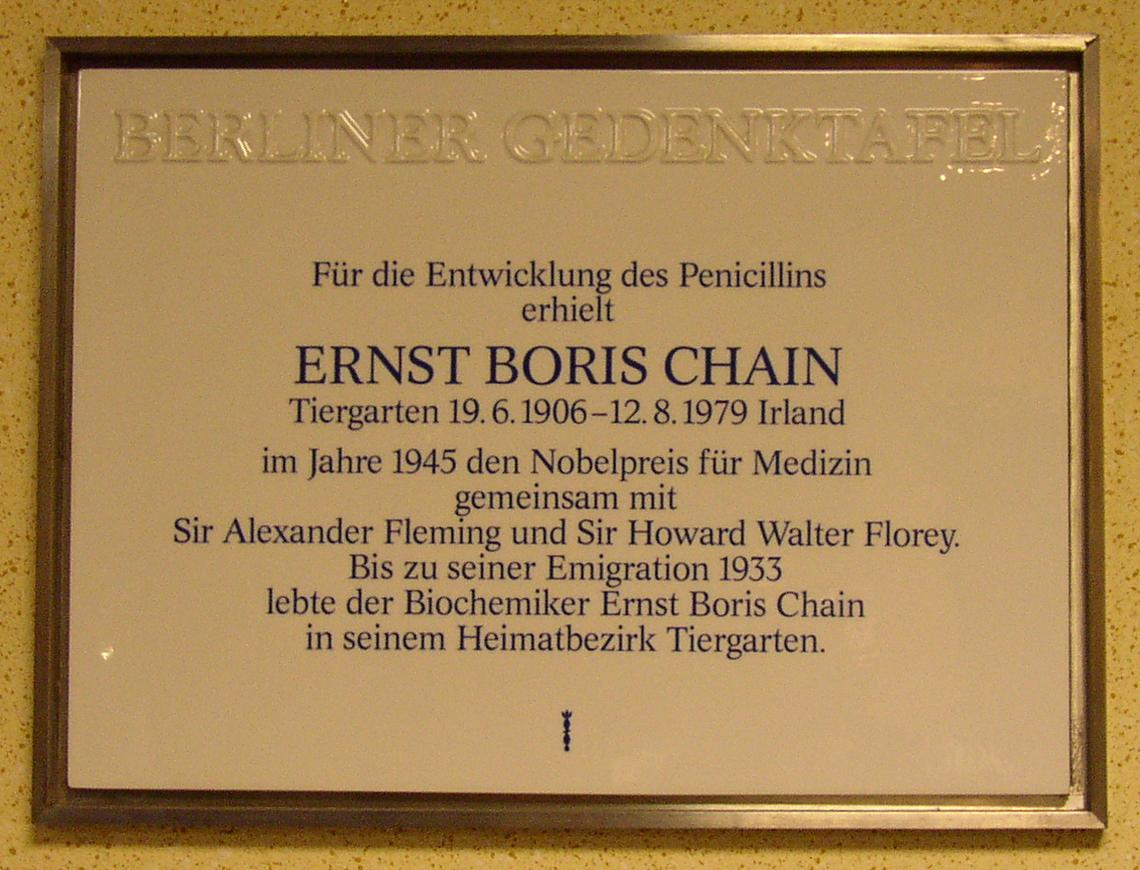
Placa homenaje a Ernst Boris Chain en Berlin-Moabit, Alemania.

## Vida y carrera
Nacido en Berlín, hijo de Margarete (de soltera Eisners) y de Michael Chain, un químico que tenía relaciones comerciales con productos químicos industriales. Su familia tenía ascendencia Separdíe y Ashkenazi con ascendencia judía. Su padre había emigrado de Rusia para estudiar química en el extranjero y su mamá originaria de Berlín, Alemania. En 1930, se graduó en Química de la Universidad Friedrich Wilhelm. Su padre de Zerahiah ben Shealtiel Ḥen quién fue una figura prominente entre la comunidad Judóa Cataloniana y sus ancestros fueron personajes judíos líderes en Babilonia. Conoció a su amigo de toda la vida el Profesor Albert Neuberger en Berlín en los años 30
Después de que los nazis llegaron al poder, Chain entendió que siendo judío, no tenía seguridad en Alemania. Abandonó el país y se mudó a Inglaterra, llegando el 2 de abril de 1933 con solo 10 libras esterlinas en su bolsillo. El genetista y fisiologo J. B. S. Haldane lo ayudó para obtener un puesto en la University College Hospital, en Londres. Su madre y su hermana se quedaron en Alemania, donde fueron vistas con vida por última vez en el gueto de Theresienstadt un gueto establecido por las SS durante la Segunda Guerra Mundial en el pueblo de Terezín, hoy República Checa, localizado en el Protectorado de Bohemia y Moravia, donde perecieron decenas de miles de judíos.
Un par de meses después, fue aceptado como estudiante médico en Fitswilliam College, en Cambridge, donde comenzó a trabajar con los fosfolípidos bajo la dirección de Sir Frederick Gowland Hopkins. En 1935, aceptó un trabajo en la Universidad de Oxford como conferencista en Patología. Durante este tiempo, trabajó en una variedad de temas de investigación, incluyendo el veneno de la serpiente, el metabolismo de los tumores, lisozimas y técnicas bioquímicas. Chaín se naturalizó como británico en abril de 1939.
En 1939 se unió a Howard Florey para la investigación natural de los agentes antibacterianos producidos por microorganismo. Esto lo llevó con Florey a revisar el trabajo de Alexander Fleming quién había descrito la acción de la penicilina, nueve años antes. Chain y Florey descubrieron la acción terapéutica de la penicilina y su composición química. Chain y Florey descubieron como gérmenes concentrados en cultivos aislados eran destruidos por la acción de la penicilina. Por esta investigación Chain, Florey y Fleming recibieron el premio Nobel de Medicina en 1945. Dos años más tarde pasó a Oxford para trabajar con Howard Walter Florey.
Recibió el Premio Nobel en Fisiología o Medicina en 1945 junto a Howard W. Florey y Alexander Fleming por sus investigaciones sobre la penicilina, antibiótico que inició la quimioterapia antiinfecciosa moderna.